# Silivașu de Câmpie
Silivașu de Câmpie là một xã thuộc hạt Bistrița-Năsăud, România. Dân số thời điểm năm 2002 là 1226 người.